# استفزاز (قانون)
الإستفزاز لغةً:
اِستِفزاز - استفزَّ يستفزّ، استفْزِزْ / اسْتَفِزَّ، استفزازًا، فهو مُسْتفِزّ، والمفعول مُسْتفَزّ. حث وتحريض يؤدي إلى الغضب.
قَصَدَ اسْتِفْزَازَهُ: جَعْلُهُ يَضْطَرِبُ وَيَفُورُ غَضَباً، إِزْعَاجُهُ، إِثارَتُهُ.
يعد الاستفزاز (Provocation) من بين أسباب الإقدام على ارتكاب الجريمة وهو يشكل علاقة بين الجاني والمجني عليه، إذ يكون فيها الدور الإيجابي للمجني عليه في دفع الجاني لارتكاب الجريمة نتيجة ما يصدر عنه من أقوال أو أفعال تؤدي إلى استفزاز الجاني وإثارة غضبه للإقدام على ارتكاب الجريمة.

## نظرة عامة
اتفقت أغلب التشريعات على أن الجريمة هي سلوك إجرامي بارتكاب فعل جرمه القانون، أو الامتناع عن فعل أمر به القانون.
وعلى هذا الأساس فالجريمة سلوك أنساني، ولتجسيد هذا السلوك ينبغي أن يكون هناك إرادة وسلوك إنساني (فعل) سلبي أو إيجابي أي عمل أو امتناع عن فعل، وأن تتجه الإرادة للقيام بعمل جرمه القانون، أو الامتناع عن القيام بعمل أمر به القانون مع توفر الإرادة بهذا الامتناع، أي أن يتزامن هذا الفعل أو الامتناع عن الفعل بوجود نص قانوني يجرم هذا الفعل، وأن تكون الأسباب كافية لإحداث النتيجة الجرمية لهذا الفعل أو الامتناع عن القيام به.
ومن هنا تكون الجريمة هي فعل إنساني بارتكاب عمل مخالف للقانون، وأن تكون النتيجة كافية لإحداث أثر لهذا الفعل.
وللجريمة ثلاثة أركان أساسية، الأول الركن المادي، والثاني الركن المعنوي والركن الثالث هو الركن الشرعي.
ومن الناحية القانونية يرتبط الاستفزاز بالأعذار القانونية المخففة للعقوبة والظروف القضائية المخففة للعقوبة. "

## تعريف الاستفزاز قانونياً
- اما الفقهاء فقد أوردوا له تعاريف عدة من بينها انه «كل موقف جارح يتخذه المجني عليه بقصد إثارة غضب الجاني».
- «استفزاز شديد» يعني تسبيب الغضب الشديد الذي يمنع من كمال التثبت والتروي ويخرج عن حال الاعتدال، ولا يعتد بالإستفزاز الذي:
- (أ) يتسبب فيه الجاني قصداً أو يسعي إليه ذريعة لارتكاب الجريمة.
- (ب) يحصل من فعل يقع تنفيذاً للقانون بوساطة السلطة العامة.
- (ج) يحصل من فعل يقع عند استعمال حق قانوني استعمالاً مشروعاً.

## عناصر الاستفزاز

### حالة الغضب
تقع في كثير من الأحيان جرائم تذهب ضحيتها أرواح بشرية يكون سببها المباشر ثورة غضب شديد وانفعال.
يستفيد من العذر المخفف فاعل الجريمة الذي أقدم عليها بثورة غضب شديد ناتج عن عمل غير محق وعلى جانب من الخطورة أتاه المجني عليه.

### الانتقاص من القيمة القانونية للإرادة
السبب في ذلك هو أن ثورة الغضب الجامحة التي تنتاب مرتكب الجريمة تنقص من سيطرته على إرادته فتغدو إرادة مندفعة هوجاء ومن شأن ذلك أن ينقص من صلاحيته للمسؤولية إضافة لذلك فان سيطرته على إرادته الجرمية أقل خطورة ممن وجه إرادته إلى الجريمة وهو متحكم بها.

### ارتكاب الجريمة
إن الغضب حالة نفسية ثائرة أي شعورية خاصة تقترن باضطرابات فيزيولوجية مختلفة تغشي الأجهزة الداخلية جميعا.ونتيجة لذلك يتم فقدان السيطرة على النفس ويرتكب الإنسان الجريمة.

### العنصر الزمني للاستفزاز
لم يحدد القانون مدة معينة تجعل رد فعل الغاضب مشمولا بالعذر غير أن محكمة النقض السورية في العديد من قراراتها قررت أن العبرة ليست بعدد الساعات التي مرت بعد حصول الاستفزاز إنما بما يقع في تلك الفترة من الهدوء والاطمئنان.

## الأعذار القانونية والظروف القضائية المخففة
والاعذار تعني الأسباب التي يمكن ان تجدها المحكمة متزامنة مع الفعل الجرمي للمتهم، وهذه الأعذار أما ان تكون معفية من العقوبة أو مخففة لها، ولاعذر الا في الأحوال التي يعينها القانون، أي ان هذه الاعذار غير مطلقـــة وانما عينها القانون وحدد ضوابط تطبيقها.
ويعتبر أرتكاب الجريمة لبواعث شريفة عذراً قانونياً مخففاً للعقوبة، ويعتبر أرتكاب الجريمة غسلاً للعار أو بناء على ماعده القانون من جرائم الزنا التي يفاجيء بها الزوج زوجته أو إحدى محارمه متلبسه بالزنا في فراش الزوجية، ويعتبر أيضاً ارتكاب الجريمة بناء على استفزاز خطير من المجني عليه بغير حق عذراً قانونيا مخففاً.

## اختلاف الاستفزاز عن الدفاع الشرعي
اختلاف الاستفزاز عن الدفاع الشرعي الذي يكون فيه الخطر على وشك الوقوع لا يمكن تفاديه الا بالدفاع الشرعي المبني على استعمال هذا الحق والاستفزاز، إذ ان الباعث لا يؤثر على الإرادة ولا ينفي عن الجريمة وجود سبق الإصرار، بينما تخلو الجريمة المرتكبة بدافع الاستفزاز من توفر سبق الإصرار فيها.
ينشأ حق الدفاع الشرعي إذا واجه الشخص خطر اعتداء حال أو وشيك الوقوع، علي نفسه أو ماله أو عرضه، أو نفس الغير أو ماله أو عرضه، وكان من المتعذر عليه اتقاء الخطر باللجوء إلي السلطة العامة أو بأي طريقة أخري، ويجوز له أن يدفع الخطر بقدر ما يلزم لرده وبالوسيلة المناسبة.

## وصلات خارجية
- Reid Griffith Fontaine, Adequate (Non)Provocation and Heat of Passion as Excuse Not Justification, University of Michigan Journal of Law Reform, 2008.
- Reid Griffith Fontaine, The Wrongfulness of Wrongly Interpreting Wrongfulness: Provocation Interpretational Bias and Heat of Passion Homicide, New Criminal Law Review
- New Zealand Law Commission: The Partial Defence of Provocation: Wellington: New Zealand Law Commission: 2007:(ردمك 978-1-877316-37-1)